# هل‌آباد
هل‌آباد روستایی از توابع شهرستان اردبیل است. در سرشماری ۱۳۸۵ جمعیت این روستا ۱۳۷ نفر (۳۲ خانوار) بود. این روستا در مسیر جاده اردبیل به خلخال واقع شده است.
در مورد نام این روستا توضیحی در ادبیات موضوعی یافت نشده است.
بر اساس تاریخ شفاهی بومی منطقه، نام این روستا از عیل(ییل‌‌) که لغتی عبرانی می باشد گرفته شده است و در اصل عیل آباد یا ییل آباد بوده است. رجوع کنید به معنی ترکیب  eilly+abad .
شواهدی از وجود ریشه هایی از دین کلیمی و یهود در تاریخ این منطقه از جمله سنگ قبر های متعدد باستانی متعلق به کلیمیان در منطقه و داستان‌هایی با مضامین تعلیمات و اساطیر کلیمی در فرهنگ عامیانه و فولکلور منطقه وجود دارد.
از اواسط دوره سلطنت قاجار و تعقیب معتقدین به بابیت و بهاییت این روستا مامن و مخفیگاه عده ای از بابیان و بهاییان فراری از قریه های آل هاشم و هروآباد بوده است.

## مردم و زبان
مردم این روستا به زبان ترکی آذربایجانی تکلم می کنند. نژاد مردم، بیشتر از نژاد آذری است. البته در بین مردم افرادی با چشمان آبی و موی بور هم به ندرت قابل مشاهده است. 
در بین برخی دیگر نیز چشمان آسیایی ( بادامی ) نیز مشاهده می شود که نشان دهنده وجود ژنتیک آسیای دور است.